# Souk El Kammadine

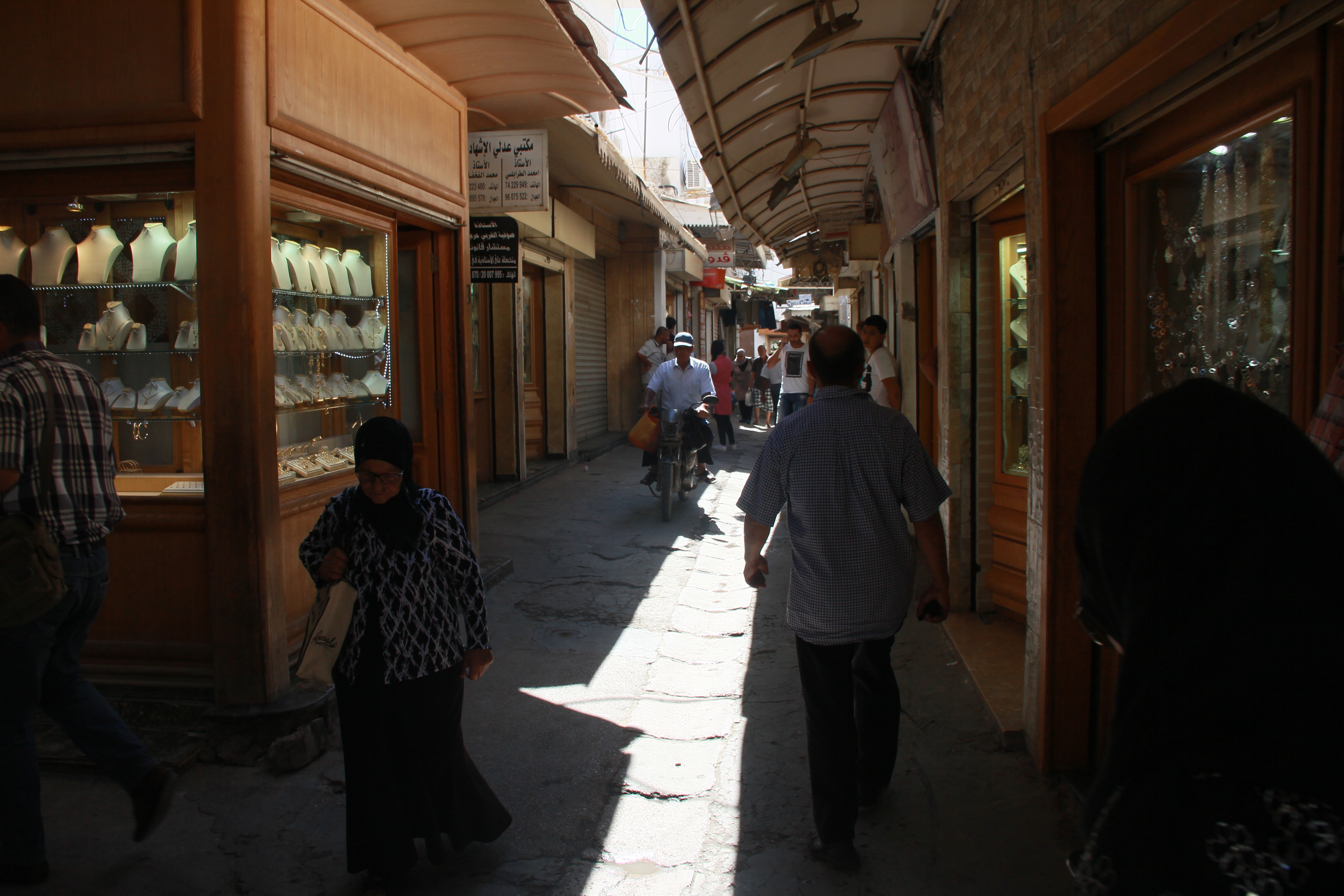
Souk El Kammadine.

Le souk El Kammadine (arabe : سوق الكمادين) est l'un des souks de la médina de Sfax.
Il est considéré comme l'une des industries anciennes les plus importantes de Sfax.

## Étymologie
Sa dénomination prend son origine du terme arabe kamada (كَمَدَ), un verbe signifiant « raccourcir le vêtement ». Ceci est lié au métier qu'exerçaient, selon Al-Bakri, ses artisans au début du Moyen Âge, qui étaient très actifs et produisaient des articles de haute qualité.

## Localisation
Le vieux marché se situait près de l'allée du passage. Ensuite, il est transféré au sud de la ruelle El Adoul. 
Il reliait la ruelle Sidi Ali El Karray et Rahbet Ermed.